# Desert King
Desert King es un cultivar de higuera de tipo San Pedro Ficus carica, bífera de higos color verde intenso uniforme a verde limón. Se cultiva principalmente en el desierto de Madera, Alta California (Estados Unidos).
,.

## Sinonimia
- „White King“ en California,[5]
- „King“ en California,.[6][7]

## Historia
El origen y la identidad exacta de esta higuera en el mundo antiguo se desconoce.
'Desert King' proviene de un árbol encontrado en 1930 cerca de Madera, California,.

## Características
La higuera 'Desert King' es una variedad bífera de tipo San Pedro, de producción alta de brevas dulces de buena calidad y media de higos siempre que se haga la caprificación. Las hojas de la variedad son muy grandes y fuertes, de color verde oscuro y en su mayoría cordadas de 3 a 5 lóbulos.
La resistencia al frío es bastante fuerte. No se ha observado ningún daño relacionado con el frío después de más de dos semanas a -15 °C por la noche y -10 °C durante el día. Los brotes de fruta soportan los rigores del invierno, así como los cambios repentinos en las temperaturas de primavera. Tiene una buena resistencia al viento, pero durante la primavera particularmente fría y ventosa, las brevas se pueden caer
.
Es un árbol de crecimiento rápido con ramas largas y verticales que no pueden cubrirse completamente con follaje, lo que le da una apariencia algo "aireada". En la primavera, para obligarlo a ramificarse, y para evitar que crezca demasiado rápido, es necesario cortar los brotes terminales en las ramas que no son muy ramificadas y fuertes. Esto causa la aparición de dos o tres ramas laterales nuevas, que probablemente darán algo de frutos al año siguiente.
Las brevas 'Desert King' tienen forma piriforme, de color verde intenso uniforme a verde limón, de excelente calidad gustativa, grandes, derretidas y muy dulces. En la madurez completa, el color de la epidermis cambia de verde claro a amarillo pálido. La fruta es relativamente resistente a la intemperie, pero puede romperse en caso de largos períodos de lluvia. Es más temprano que la mayoría de las otras variedades de aproximadamente dos semanas y el tiempo de fructificación es del orden de dos a tres semanas en la mitad del verano. Cabe señalar que 'Desert King' es una higuera extremadamente productiva, con cada rama capaz de llevar de 6 a 8 brevas
Esta higuera también produce pequeños higos de otoño, más bien piriformes y aplanados, con una pulpa de color fresa oscura. El sabor es excepcional con una textura que se derrite, un sabor que recuerda a la mora y la fresa, y un contenido de azúcar más alto que las brevas. Las semillas se sienten y son agradables. Finalmente, también tiene una epidermis moderadamente gruesa y pesa alrededor de 47 g. Lamentablemente, un árbol adulto solo llevará de 10 a 20 higos de otoño.

## Cultivo
'Desert King', es una variedad de higo blanco, reconocida por su piel fina e intenso dulzor, que se cultiva en el desierto de Madera (Alta California), utilizando agua de la cuenca del río Colorado para los riegos.
Esta variedad es capaz de ser cultivada en USDA Hardiness Zones 7 a 9. Es uno de los higos comerciales de California. La fruta es excelente enlatada o conservada.